# Petro Bolbochan
Petro Fedorovych Bolbochan (5 tháng 10 [lịch cũ 17 tháng 10] năm 1883 – 28 tháng 6 năm 1919) là sĩ quan quân đội người Ukraina gốc Moldova, là đại tá của Quân đội Nhân dân Ukraina, ông là người đã chỉ huy trong Chiến dịch Crimea (1918) cùng với liên quân Đế quốc Đức và người Tatar Krym chống lại những người Bolshevik năm 1918, dẫn đến việc thiết lập chính phủ Ukraine trên bán đảo và chuyển giao Hạm đội Biển Đen cho Ukraine. Ông được tôn vinh là anh hùng dân tộc trong cuộc cách mạng Ukraina (1917-1921).

## Tiểu sử
Petro Fedorovych Bolbochan sinh ngày 5 tháng 10 năm 1883 tại Yarivka, Bessarabia thuộc Đế quốc Nga (ngày nay thuộc tỉnh Chernivtsi của Ukraina) trong một gia đình Chính thống giáo gốc Moldova
Năm 1905, ông tốt nghiệp Chủng viện thần học Chișinău. Năm 1909, ông tốt nghiệp Trường bộ binh Chuhuiv sau đó làm sĩ quan trong Trung đoàn 38 Tobolsk Đế quốc Nga tham gia Thế chiến thứ nhất.

## Binh nghiệp trong cách mạng Ukraina
Sau Cách mạng tháng 10, Bolbochan tích cực tái tổ chức các đơn vị quân đội Ukraine và thành lập Trung đoàn 1 Bohdan Khmelnytsky từ các đơn vị quân đội Nga. Ngày 22 tháng 11 năm 1917, Bolbochan được bổ nhiệm làm chỉ huy trung đoàn. Đầu tháng 12 năm 1918, Trung đoàn 1 Ukraina bị giải thể theo lệnh của những người Bolshevik. Đầu năm 1918, Ukraina dưới sự lãnh đạo của Mykhailo Hrushevsky đã ký kết hiệp ước hòa bình với phe Liên minh Trung Tâm, quân Đế quốc Đức và Áo-Hung tiến vào hỗ trợ chính phủ Cộng hòa Nhân dân Ukraina đánh đuổi quân Bolshevik ra khỏi lãnh thổ. Bolbochan chỉ huy Trung đoàn 2 Zaporizhia tiến vào tái chiếm thủ đô Kyiv từ tay Nga Xô Viết vào ngày 2 tháng 3. Từ tháng 11 năm 1918 đến tháng 1 năm 1919, Bolbochan là tư lệnh mặt trận Đông Bắc Ukraina.
Năm 1919, Quân đội Nhân dân Ukraina liên tiếp gặp nhiều thất bại trong các chiến dịch quân sự làm mất nhiều lãnh thổ và phải dời sang miền tây Ukraina, cùng với sự tham chiến của quân Bạch Vệ ở miền Đông Nam và quân Ba Lan ở Galicia đã tạo ra thế bị bao vây cho quân đội Ukraina. Bolbochan chỉ trích sự yếu kém của Hội đồng Đốc chính Nhà nước đứng đầu là Symon Petliura. Lo sợ bất đồng giữa quân đội và chính quyền có thể dẫn đến đảo chính, ngày 23 tháng 6, Bolbochan bị bắt và xử tử.